# Uście
Uście (prononciation : [ˈuɕt͡ɕe]) est un village polonais de la gmina de Kolsko dans le powiat de Nowa Sól de la voïvodie de Lubusz dans l'ouest de la Pologne.

## Histoire
Au cours du deuxième partage de la Pologne en 1793, le village est annexé par le Royaume de Prusse sous le nom de Neu Tepperbuden. (voir Évolution territoriale de la Pologne)
Après la Seconde Guerre mondiale, avec la mise en œuvre de la ligne Oder-Neisse, le village retourne à la République populaire de Pologne. La population d'origine allemande est expulsée et remplacée par des polonais.
De 1975 à 1998, le village appartenait administrativement à la voïvodie de Zielona Góra.

Depuis 1999, il appartient administrativement à la voïvodie de Lubusz